# 슈미텐 (독일)
슈미텐(Schmitten)은 독일 헤센주 다름슈타트 현 호흐타우누스 군의 행정 구역(게마인덴)이다. 면적은 36 km2, 인구는 9,047명(2015년 말 기준)이다. 프랑크푸르트암마인에서 북쪽으로 24 km 떨어져 있다.